# Zodiac (vrah)

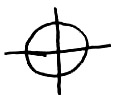
Vrahův symbol

Zodiac je přezdívka amerického sériového vraha, který řádil na konci šedesátých let 20. století v okolí Severní Kalifornie. Znám je především pro své dopisy policii a také tím, že nebyl nikdy dopaden, i když bylo více než 2 500 podezřelých. Zodiac je dodnes vyšetřován FBI, šerify okresů Napa a Solano, a policií měst San Francisco, Benicia, Riverside a Vallejo.
Ačkoliv se ve svých dopisech chlubil více než 37 vraždami, policie mu přisuzuje sedm vražedných útoků, z toho pět dokonaných vražd. Sanfranciská policie případ v roce 2004 uzavřela a začátkem roku 2007 opět otevřela. V roce 2013 ohlásila, že bylo zajištěno dokonalejší částečné DNA Zodiaca než to, které bylo zajištěno v roce 2002. V roce 2020 se podařilo rozluštit jeden z jeho dopisů.

## Případ

### Potvrzené oběti
Přestože Zodiac v dopisech tvrdil, že spáchal 37 vražd, vyšetřovatelé se shodli na sedmi potvrzených obětech, z nichž dvě přežily. Oběťmi byli:
- David Arthur Faraday (†17 let) a Betty Lou Jensenová (†16 let) byli zastřeleni dne 20. prosince 1968 u Lake Herman Road, na území města Benicia.
- Michael Renault Mageau (19 let) a Darlene Elizabeth Ferrinová (†22 let) byli postřeleni dne 4. července 1969 na parkovišti Blue Rock Springs Park ve Vallejo. Zatímco Mageau útok přežil, Ferrinová byla prohlášena za mrtvou po příjezdu do Kaiserovy nadační nemocnice.
- Bryan Hartnell a Cecelia Ann Shepardová † (oba 22 let) byli pobodáni dne 27. září 1969 u jezera Berryessa v okresu Napa. Hartnell šest bodných ran do zad přežil, ale Shepardová na následky svého zranění zemřela 29. září 1969.
- Paul Lee Stine (†29 let) byl zastřelen dne 11. října 1969 v San Franciscu.

### Podezření na vraždy
Následující vraždy jsou v podezření, že to jsou vraždy Zodiaca, ačkoli žádný nebyl potvrzen:
- Robert Domingos (†18 let) a Linda Edwardsová (†17 let) byli zastřeleni dne 4. června 1963, na pláži nedaleko Lompoc, Kalifornie. Edwardsová a Domingos byli identifikováni jako možné oběti Zodiaca kvůli specifickým podobnostem mezi jejich vraždou a útoku Zodiaca u jezera Berryessa o šest let později.
- Cheri Jo Batesová (†18 let) byla ubodána k smrti dne 30. října 1966, na Riverside Community College v Kalifornii. V případě Batesové je možné podezření na Zodiaca – po čtyřech letech od její vraždy se objevil reportér Paul Avery, který obdržel tip ohledně podobnosti mezi zabíjením Zodiaca a vraždou Batesové. Později Zodiac jedním dopisem zareagoval na vyšetřování vraždy Batesové: „To vám to teda trvalo, než jste přišli na moje řádění v Riverside.“
- Donna Lassová (25 let) byla unesena 6. září 1970 ze svého apartmánu ve městě South Lake Tahoe. Popravdě řečeno, není zde jediný důkaz, proč by se Zodiac pokoušel Donnu unést. Jediná věc, co ji se Zodiacem spojuje, je fakt, že bydlela pár bloků od Paula Stinea v době jeho vraždy. Zodiac se sice v jednom dopise zmiňuje o Donně, ale nenapsal žádná fakta nebo důkazy, které by mohly potvrdit, že ji unesl právě Zodiac, což Zodiac vždycky dělal. Několik let poté se jeden detektiv přiznal, že dopis, který se zmiňoval o Donně, zfalšoval. Nejde však o ověřenou informaci, ale pouhou domněnku. I kdyby byl Zodiac zodpovědný za dopis, nejedná se o důkaz, že Donnu doopravdy unesl.

## Hlavní podezřelí

### Richard Gaikowski

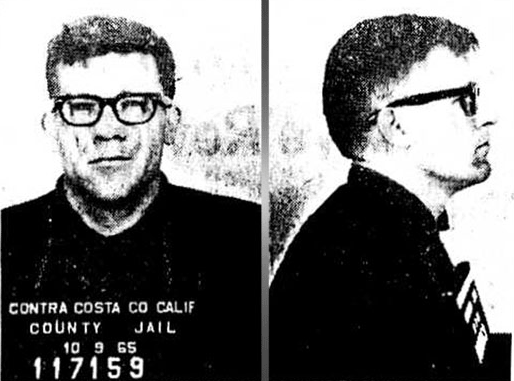
Richardova fotka z roku 1965, kdy byl zadržen. Podobnost se Zodiacem je celkem dobře rozpoznatelná.

Spojení Richarda se Zodiacem začalo díky Goldcatherovi, informátorovi Toma Voigta, zakladatele stránky Zodiac Killer. Ten Richarda poprvé potkal v roce 1969 a později ho začal podezírat, že je Zodiac. Goldcatcher s Tomem navázal kontakt v roce 2008, čtyři roky po smrti Richarda. Richard byl již vyšetřován v roce 1986 Kenem Narlowem, detektivem šerifa Napa okresu. Ken ale v tu dobu vyšetřování neměl ponětí o mnoha důležitých faktech. Nechal Richarda sledovat na pár dní, ale to nepřineslo žádný výsledek, následně ho požádal o pas, protože Richard tvrdil, že byl v době vražd v Evropě. Ale pas Richard už neukázal. Poté ho požádal o vzorky písma, které poskytl Goldcatcher z jeho záznamů. Následně ministerstvo spravedlnosti po testech odpovědělo, že toto písmo je velice podobné se Zodiacovým písmem. Byly vyžádány další vzorky, ty také poskytl Goldcatcher, ale nebyl si na sto procent jistý, zda se jedná o Richardovo písmo. Protože vzorky byly v jednom notesu, o kterém se Goldcatcher domníval, že by mohl být Richardův, ale nebyl si jistý. To bylo jako Zodiacovo písmo vyloučeno. Každopádně, ministerstvo spravedlnosti první vzorky, které byly prokazatelně Richardovy, prohlásilo za velice podobné Zodiacově písmu. Máme záznam, kdy Goldcatcher telefonuje Richardovi výsledky prvních testů a oznamuje, že se našla shoda. Richard na to reagoval jen podivným „Aha“. Odborníci se domnívají, že pokud by byl nevinný, jeho reakce by byla naprosto jiná, minimálně by řekl něco na svoji obranu. Richard zpravidla psal kurzívou, jen příležitostně tiskace. Zodiac psal jen tiskace a zde se nalezla právě shoda mezi písmy.
Richard se narodil ve Watertownu v Jižní Dakotě 14. března 1936. Studoval střední školu a později vysokou školu pro pedagogy v Aberdeenu.
Richard sloužil v armádě v padesátých letech jako medik. Znak medika se silně podobá znaku Zodiaca. Medikové byli také trénováni rychle roztrhnout triko, to, jak víme, Zodiac provedl u Stineovy vraždy, kdy utrhl kus trika.
V říjnu roku 1965 byl Richard zadržen v okrese Costa Contra (Kalifornie) za odmítnutí podepsání pokuty. Richard později napsal článek o podmínkách v cele. Sebrané otisky prstů nejsou, Richard se stal poprvé podezřelým až o 20 let později, zákon neumožňuje udržovat otisky prstů lidí, kteří byli zadrženi pouze za přestupek, tak dlouhou dobu.
Když se oběť Zodiaca Darlene Ferrinová odstěhovala se svým manželem do Albany v New Yorku, Richard se rychle nato přestěhoval do toho samého města. Darlenin manžel pracoval v novinách Albany Times-Union, kdežto Richard pracoval v novinách Albany Knickerbocker. Čtyři roky po Darlenině vraždě poslal Zodiac dopis do novin Albany Times-Union, byla přiložena šifra, která odkazovala na zdravotní centrum Albany.
V letech 1969–71 byl Richard redaktorem novin, které podněcovaly k násilí vůči policistům, jmenovaly se Good Times. V roce 1969 vydaly velice brutální článek, který mohl být následný plán Zodiaca.
Mezi červencem 1969 až rokem 1973 poslal Zodiac celkem 15 dopisů, žádný z nich neposlal ve středu. Každou středu se v novinách Good Times museli všichni sejít a pracovali na novém vydání novin. Zodiac nikdy v tento den nenapsal, kdežto v jakýkoliv jiný den v týdnu napsal.
Paulova sestra Carol zcela jasně poznala, že se Paulova pohřbu zúčastnil Richard.
Paul Stine byl zastřelen na Washingtonské ulici, Richardova sestřenice bydlela v té samé ulici, její narozeniny byly 11. října, den Paulovy vraždy.
V ten den Zodiac poslal celkem tři dopisy oznamující Paulovu vraždu, v ten den také vyšlo nové vydání Good Times, kde přední stránka byla rozdělena na tři části. Pět měsíců na to Good Times vydali třídílnou šifru, dokonce občas také psali o Zodiacovi na horní straně novin.
V článcích z roku 1969 si Richard svoje příjmení Gaikowski zkracuje na „Gyke“ nebo „Gaik“, v jedné ze šifer odeslaných Zodiakem jde čistě vidět napsané slovo „Gyke“.
Poslední Zodiacův dopis byl poslán do redakce Vallejo Times-Herald, v tu dobu tam pracoval Richardův dlouholetý kamarád Bob.
Přes to, že Good Times byly v podstatě hippies noviny, jednou se Richard v novinách zmiňuje o divadelní hře The Mikado, tu také Zodiac uvádí jako svou oblíbenou v jednom z jeho dopisů.
V roce 1971 napsal Zodiac dopis do Los Angeles Times. Richard byl následně hospitalizován s mentální poruchou a byl v Napa County Hospital tři roky. Zodiac tři roky nenapsal.
Richard byl v roce 1974 propuštěn. Zodiac psal v tom samém roce o nejnovějších filmech, které byly vydány. Richard v tu dobu pracoval v divadle Mission District of San Francisco, později v San Francisco's Roxie Theater.
Když byly zajištěny hlasové nahrávky Richarda, které poskytl Goldcatcher, byla tím obeznámena operátorka vallejské policie Nancy Slower, která v roce 1969 se Zodiacem mluvila, když nahlašoval vraždu v Blue Rock Springs Park. Když jí byla nahrávka přehrána, zbledla a požádala Toma a ostatní odborníky aby odešli. Později se jim sama ozvala, ať znovu přijdou. Mluvila se svým psychologem a ten jí potvrdil, že pokud člověk zažije nějaký šok, je schopen si zapamatovat například i hlas. Když jí byly znovu nahrávky přehrány, jasně identifikovala Richardův hlas jako ten samý hlas, který slyšela 4. července 1969. Zodiacův přeživší Bryan Hartnell identifikoval hlas jako velice podobný tomu, který slyšel na jezeře Berryessa.
Z jedné z obálek dopisů, které psal Richard, bylo zajištěno DNA. Následně byla sanfranciská policie požádána o vzorek Zodiacova DNA, ta ho ale odmítla poskytnout, a tak nikdy nebylo provedeno porovnání DNA mezi Richardem a Zodiacem. Je ale možné, že se tak v brzké budoucnosti stane díky neustálému tlaku lidí z internetu a širokého publika.
Richard zemřel roku 2004 na rakovinu plic. Zde je také jedna zajímavá věc, Brian Hartnell popsal pach Zodiaca, který se k nim sklonil, aby ukázal nabitou zbraň, jako zápach cigaret. Richard byl celý život silným kuřákem.
Jak je popisováno na začátku, tato fakta nebyla v roce 1986 Kenovi Narlowovi známa, a tak Richarda jako podezřelého vyloučil. Ken Narlow v roce 2010 zemřel na rakovinu. Vzhledem k tomu, že Richard je jako podezřelý poměrně nový (rok 2008) a k zohlednění tragické rychlosti vyšetřování sanfranciské policie je možné, že v nejbližších letech se opravdu Richardovo DNA porovná a následně prošetří tato fakta. Sanfranciská policie také nasadila na případ nového detektiva z Cold Case Unit (staré případy) a ten v roce 2013 oznámil, že mají k dispozici lepší částečné DNA Zodiaca, než které měli v roce 2002. To by mohla být určitá možnost šance na porovnání s Richardem v budoucnosti.

### Arthur Leigh Allen
Spojení Arthura Leigh Allena se Zodiacem začíná 30. října 1966, kdy byla Cheri Jo Batesová ubodána v Riverside City College. Na konci listopadu 1966 místní policie a deníky obdrželi dopisy psané na stroji, ve kterých se pachatel k vraždě přiznal. Psací stroj byl identifikován jako model „Royal“ s typem písma „Elite“ nebo „Pica“. Allen se údajně v době vraždy nacházel v oblasti Riverside. Tato informace pochází od policejního oddělení ve Valleju. Allen to nejprve potvrdil, později říkal, že se v době vraždy nacházel v nedaleké Pomoně.
V době vraždy Batesové byl Allen zaměstnán jako učitel na základní škole v Calaveras County až do konce března 1968. V zaměstnání měl absenci 1. listopadu 1966. Tuto nepřítomnost zdůvodňoval nejprve „školními záležitostmi“, což posléze změnil na nemoc. Je otázka, jestli volno nevyužil pro sběr informací pro falešné anonymní přiznání nebo skutečně Batesovou zabil a volno využil k ošetření ran po souboji s Batesovou. Během domovní prohlídky u Allena v bytě v roce 1991 FBI našla psací stroj „Royal“ s písmem „Elite“.
Na konci dubna 1967 byly odeslány tři anonymní dopisy, týkající se vraždy Batesové. Podle Sherwooda Morrilla, pracovníka FBI – sekce identifikace, šlo o práci Zodiaka. Měly dvojité poštovné, což je typické pro Zodiaka. Přibližně v době odeslání těchto dopisů byla v Riverside City College nalezena morbidní báseň vyrytá do školní lavice. Morrill v roce 1970 prohlásil, že je to práce Zodiaka, později bylo toto tvrzení odmítnuto pro špatný stav lavice.
Podle Allenova bratra Rona Allen dostal hodinky značky Zodiak jako vánoční dárek od své matky v roce 1967. Sám Allen odhadoval, že hodinky obdržel v červenci nebo srpnu 1969. Logo hodinek Zodiak je kruh s křížem, což se nakonec stalo poznávacím znamením Zodiaca.
V lednu 1969 Allen hovořil se svým přítelem Donem Cheneym, kdy mu sdělil následující úvahy: Mohl by (Allen) zabíjet náhodně vybrané páry, mohl by psát policii výsměšné dopisy s detaily těchto vražd, mohl by tyto dopisy podepisovat symbolem Zodiaca ze svých hodinek, mohl by sám se nazývat Zodiac, mohl by měnit svůj vzhled pomocí make upu, mohl by si na pistoli připevnit svítilnu a střílet v noci.
Don Cheney sdělil tyto informace policii v roce 1972. Policejní oddělení v San Francisku shledalo jeho výpověď nedostačující pro provedení domovní prohlídky.
Na začátku roku 1968 Allen hovořil se svým přítelem Phillipem, kterému řekl, že je fascinován myšlenkou honu na lidi, že je tento hon lepší než na zvířata, protože lidi mají intelekt.
31. července 1969 Zodiac poslal médiím dopisy se šiframi, po jejichž rozluštění se v nich objevily ty samé myšlenky. Navíc během policejního výslechu v roce 1971 Allen přiznal, že v mládí četl knihu „Nejnebezpečnější hra“ („The Most Dangerous Game“), ve které se objevuje motiv honu na lidi.
Podle prohlášení policie, rodiny a přátel byl Allen fascinován šiframi. Allen používal v běžné mluvě ty samé fráze jako Zodiac ve svých dopisech.
Lake Herman Road: Na konci března 1968 byl Allen vyhozen ze zaměstnání na základní škole pro obtěžování žačky. Bylo to jeho druhé profesní selhání, v roce 1958 byl vyloučen z US Navy pro neschopnost. Bez pravidelného příjmu se Allen přestěhoval k rodičům na Valleja. Podle přátel a rodiny matku nenáviděl a před otcem si připadal méněcenný (otec Ethan byl velmi úspěšný vojenský důstojník). V této době Allen začal přibývat na váze a hodně pít. Později pracoval jako pomocník na čerpací stanici. S blížícími se Vánoci a svými narozeninami (18. prosince) v roce 1968 se Allen propadal do spirály deprese a alkoholismu, což mohl být spouštěcí moment násilných činů. Podle studií FBI sérioví vrazi bývají aktivní v místech, které dobře znají. Allen žil jen několik minut jízdy od Lake Herman Road, měl vznětlivou povahu, hodně pil a vždy vozil s sebou v autě zbraň.
Blue Rock Springs: Zodiakův útok v Blue Rock Springs 4. července 1969 byl po sedmi měsících druhý v západní části města Vallejo. Zodiac zde byl pouze čtyři minuty od Allenova domu. Mike Mageau útok přežil a poskytl policii popis Zodiakova vozu. Byl to hnědý vůz, pravděpodobně Corvair. Ve stejný čas měl Allen přítele Philipa, který se mu snažil prodat svůj hnědý Corvair. Podle policie Philip parkoval svůj vůz před čerpací stanicí ve Valleju, kde byl Allen krátce zaměstnán a klíčky byly uvnitř v kanceláři. Philip příležitostně nechal Allena řídit své auto. Je pravděpodobné, že Allen měl přístup ke klíčkům tohoto auta. Existuje rovněž spojení mezi jednou z obětí vraždy u Blue Rock Springs Darlene Ferrinovou a Allenem. Ferrinová pracovala jako číšnice ve jedné restauraci ve Valleju, asi 200 metrů od domu Allena. V té době měl Allen říci Donu Cheneyimu, že si našel číšnici. Podle policejní zprávy byla Darlene viděna s neidentifikovanou osobou, která si měla říkat Lee. Ovšem tato informace je nepodložená.
Lake Berryessa: 27. září 1969 Zodiac zaútočil dlouhým nožem na mladý pár u Lake Berryessa. Allen byl náruživým trampem, navštěvoval často rekreační oblasti jako je Lake Berryessa. Při výslechu 6. října 1969 Allen uvedl, že v den útoku „chtěl jít do Lake Beryessa, ale nakonec šel na pobřeží“. Později Allen chtěl využít svého souseda Williama Whitea jako alibi. White ho měl vidět u domu a dvakrát s Allenem mluvit.
White zemřel pár týdnů po údajném setkání.
V ten den byl zastaven dopravním policistou za vysokou rychlost, během rozhovoru si policista všiml, že má Arthur na zadní sedačce krvavý nůž, Arthur uvedl, že zabíjel kuřata. Během výslechu v roce 1971 Allen přiznal, že v autě vezl v den útoku zakrvácený nůž. Bryan Hartnell, který útok přežil, potvrdil, že fyzický zjev a hlas Zodiaka a Allena se shodují. V polovině sedmdesátých let se Hartnell s policejním doprovodem byly podívat na Allena v místě jeho zaměstnání, obchodě „Ace Hardware“ na Tennessee Street, v oddělení zahradnických potřeb. Rovněž ho poznal jako útočníka od Lake Berryessa.
Na místě útoku se našly stopy o velikosti 10,5, což se rovněž shoduje s botami, které nosil Allen.
Domovní prohlídka: Zhruba po půl roce vyšetřování Arthura dal nakonec okresní soudce svolení k domovní prohlídce Arthurova karavanu, který byl tou dobou zaparkován kompletně mimo Vallejo. Vyšetřovatelé vůz a jeho blízké okolí důkladně prohledali, avšak kromě obrovského množství hlodavců, několika pušek, dvou kuchyňských nožů sedícím popisu z Lake Berryessa a útržků novin, kde se píše o Zodiacovi, nic nenašli. Jeden z vyšetřovatelů však uvedl, že se Allen v průběhu domovní prohlídky choval zmateně, pobíhal okolo a zpočátku byl šokován příchodem vallejských vyšetřovatelů. Allen zažil mnoho dalších domovních prohlídek v následujících letech, v nich se, mimo jiné, našel návod na výrobu bomby, další štosy novin hovořících o Zodiacovi. Nic jiného se však v průběhu let nenašlo. Zajímavostí je to, že Allen bydlel zhruba 50 metrů od bistra, kde pracovala jako číšnice jedna z obětí, a to Darlene Elizabeth Ferrinová. Bylo zjištěno, že Allen do bistra často docházel. Sestra Darlene vypověděla, že se jednou nějaký divný muž zúčastnil pyžamové párty u Darlene doma. Všichni byli oblečení v pyžamech, ale ten muž tam jen seděl v saku, vzpomněla si, že ho Darlene oslovovala „Lee“, to jasně koresponduje s Arthurovýmo otcovským jménem Leigh. Dokonce Darlene měla sestře říct, ať si dává na toho muže pozor, že dokáže být nebezpečný. Po smrti Arthura policie opět prohledala jeho dům (32 Fresno street, Vallejo), nalezla mnoho střeliva sedícího na vraždy na Lake Herman Road a Blue Rock Springs, dále našla noviny o Zodiacovi a jednu velmi zajímavou věc, a to video s označením Z. Policie video zabavila, avšak ani po 24 letech nikdy neřekla, co na onom videu se znakem Zodiaca bylo. Zajisté se jednalo o špatný krok ze strany policie města Vallejo, protože právě v tuto chvíli vznikají spekulace o úrovni vyšetřování. Mnoho spekulací je správných. Policie třeba nikdy neporovnala zabavený krvavý nůž z Arthurova auta s ránou od nože z vražd z Lake Berryessa, a tak vlastně Arthur nikdy nemohl být vyvrácen jako vrah.
Obvinění: Krátce před Arthurovou smrtí sanfranciská policie spolu se šerifem Napa a policií Vallejo zvažovala Arthura obvinit. Obvinění už bylo takřka hotové, když v tom 26. srpna 1992 Arthur zemřel na masivní infarkt způsobený jeho nezdravou stravou a několikaletým stresem. Následně po jeho smrti policie opět prohledala jeho dům, ale nenalezla zcela nic, co by mělo něco společného se Zodiacem. Při pitvě byly Arthurovi odebrány vzorky tkání, které se později použily k DNA testu se slinami z jedné z obálek v roce 2004, tyto pozdější DNA testy se ukázaly negativní, Arthur měl ve zvyku si nechávat lepit obálky od ostatních, protože jak sám říkal, z lepidla se mu dělalo špatně. Avšak ani po těchto testech šerif Napa okresu a policie Vallejo nevyloučila Arthura z podezřelých. Sanfranciská policie na základě tohoto testu Arthura z podezřelých vyloučila, ale, jak je uvedeno, v roce díky novým vodítkům případ znovu otevřela a dodnes zůstává Arthur jako hlavní podezřelý. Robert Graysmith tvrdí, že po smrti Arthura skončily jeho každodenní výhrůžné telefonáty, kde nějaký muž neustále dýchal do telefonu. Policejní detektiv Dave Toschi, hlavní vyšetřující případu, řekl, že Arthur byl nejlepší podezřelý Zodiaca, na kterém kdy dělal. Dave je dodnes vrahem frustrován, celý případ mu zničil život, odešel od policie a dnes je viceprezidentem jedné kalifornské bezpečnostní agentury. Toschi má tradici, že každý den na výročí vraždy v San Fransciscu jezdí přesně na místo, kde kdysi zaparkoval svoje auto a kouká po okolí a rozmýšlí, jak říká, co jim kdysi uniklo. Avšak nejvíce ho zajímá, jak několikrát řekl, jestli je opravdu Zodiac sledoval z nedalekého parku, Zodiac to totiž v dopise uvedl.

### Rick Marshall
Tento muž je stále podezříván jako Zodiac. Většina vyšetřovatelů poukazuje na jeho dobrý fyzický stav, vysokou inteligenci a agresivitu. V době vražd žil v San Francisku poměrně blízko od míst, kde byly vraždy spáchány. Pracoval jako technik v rozhlasové stanici KTIM. Znaky tohoto rádia byly velice podobné šifrám v Zodiacových dopisech. Rick navíc pracoval v kině, kde se promítal Zodiacův oblíbený film Nejnebezpečnější hra. Rick žil v době, kdy byla zavražděna Cheri Jo Batesová, v Riverside, po začátku vyšetřování vraždy se rychle přestěhoval do San Francisca. V roce 2009 byl proveden DNA test a Rick Marshall byl konečně po desítkách let vyvrácen jako Zodiac.

### Lawrence Kane (Cane)
Sestra jedné ze Zodiacových obětí označila tohoto muže jako možného únosce a vraha, který její sestru sledoval dlouho před spácháním vraždy. V roce 1962 po autonehodě trpěl vážným poškozením mozku, ztratil schopnost soucitu a kontroly nad svou osobou. Největším pojítkem mezi Kanem a Zodiakem byla velice silná podobnost písma, ale později bylo zjištěno, že vzorky písma se velice lišily, například Kaneovo písmo na kartě sociálního zabezpečení je úplně odlišné od vzorků, které poskytl policii. Kane zemřel roku 2010, je pochován na hřbitově válečných veteránů v Nevadě. Kane byl popsán a zdokumentován soukromým vyšetřovatelem Hinesem, jeho praktiky vyšetřování jsou podivné, často fakta dost ohýbal a pokrucoval. Kane byl později vyloučen jako Zodiac pomocí otisků prstů. Na to ho většina policií vyšetřujících vraždy jako Zodiaca vyloučila. Mimochodem sestra Darlene Ferrinové Lawrence označila jako možného pronásledovatele Darlene, ale to samé řekla o Arthurovi Allenovi a Richardu Gaikowském.

### Theodore Kaczynski
Byl podezříván vzhledem k tomu, že měli se Zodiakem některé společné rysy vražd – bydlel v San Francisku v době vražd, uměl vyrobit bombu, oznamoval vraždy, které spáchal sdělovacím prostředkům. Vyšetřovatelé nakonec uznali, že spíše byl fascinován vražděním Zodiaka a že se jej v některých rysech snažil napodobit. Navíc mezi Zodiakem, jeho oběťmi a Kaczynským nebylo žádné spojení. Po prozkoumání rukopisu bylo téměř vyloučeno, že Zodiakem by mohl být tento muž.

### Bruce Davis
Člen Mansonovy rodiny, který byl podezříván vzhledem k tomu, že již dříve byl z podobných vražd obviňován a že v době Zodiakových útoků byl v San Francisku. Jistá fakta ovšem Davise jako Zodiaka vylučují – Davis měl v době vražd dlouhé vlasy, přičemž Zodiac byl krátce střižený, všichni členové Mansonovy rodiny byli důkladně vyšetřeni a jako podezřelí se ukázali jako nevhodní, rukopis Davise se se Zodiakovým neshodoval.

### Earl Van Best junior
V roce 2014 vyšla kniha,  ve které autoři Gary L. Stewart a Susan Mustafa tvrdí, že Zodiac byl jistý obchodník se starými tisky – Earl Van Best. Spoluautor této studie, syn Earla Van Besta, k těmto závěrům došel na základě průkazné kriminální minulosti (pedofilie, opakované násilné chování vůči ženám, finanční podvody, agresivita vůči vlastním dětem) svého otce, který byl během života několikrát soudně trestán. Stewart rovněž předkládá důkazy pomocí odborné analýzy otcova písma, které se nápadně shoduje se Zodiacovým, včetně podoby Van Bestovy fotografie s policejní skicou, která vznikla na základě výpovědí přeživších obětí a dalších svědků, a shodným otiskem prstu z místa vraždy taxikáře Paula Lee Stinea z října roku 1969 (respektive jizva na tomto otisku). Earl Van Best junior měl průkazné znalosti opery Mikádo (Sullivan-Gilbert), což dosvědčil jeden jeho bývalý přítel, který tvrdil, že Best její libreto znal celé zpaměti a rovněž vypověděl, že Best byl krajně nebezpečný. Její obsah je zmiňován v jednom ze Zodiacových dopisů. Best měl též vydatnou průpravu ve výcviku se zbraněmi a znal šifry a kryptografické techniky (jako dospívající byl v Japonsku, kde si tyto schopnosti velmi osvojil). Uměl velice dobře japonsky a německy. Ví se rovněž o tom, že se minimálně jednou setkal s Arthurem Leigh Allenem, a sice ve věci prodeje antikvární knihy, kterou Best zakoupil v Mexico City. Best se rovněž pohyboval na scéně (hrál velice dobře na varhany), kterou pravidelně navštěvoval Rick Marshall. Šlo o volné sdružení lidí, kteří sdíleli rasistické názory a kult satanismu. Užší okruh lidí z této komunity byl složen z jedinců, kteří tíhli k adoraci násilí a neměli daleko do jeho realizace. Best Stewarta v roce 1963 zanechal na schodech domu č. 736 na North Boulevard v Baton Rouge, a spoluautor knihy a syn údajného Zodiaca tak ztratil se svými biologickými rodiči kontakt až do roku 2002, kdy se shledal se svojí matkou. Ta Besta popsala jako neobyčejně agresivního jedince, který trpěl absolutní ztrátou empatie. Best byl celkem třikrát ženatý a všechna manželství se rozpadla po opakovaném domácím násilí. Třetí manželství uzavřel v Rakousku, kde se zřejmě chtěl vyhnout možnosti vydání do USA. Zemřel v roce 1984 v Mexiku, kde je rovněž pohřben. Žádosti Stewarta o vydání policejního spisu a podstoupení testu DNA se vzorky slin z poštovní obálky Zodiaca byly opakovaně zamítnuty jako neodůvodněné. Podle sanfranciské policie byl Bestův spis později skartován, což neumožnilo otevření případu s ohledem na Stewartovo podezření. Soudní znalec Michael N. Wakshull v prosinci 2012 v místopřísežném prohlášení konstatoval, že písmo Zodiaca se shoduje s písmem Earla Van Best jnr. a je ochoten to dosvědčit i před velkou porotou.[1] Rovněž forenzní vyšetřovatel Bob Garrett v podobě odborné zprávy potvrdil shodu mezi otisky prstu Zodiaca a Earl Van Besta juniora.

### Ross Sullivan
Ráno 31. října 1966 byla 18letá Cheri Jo Batesová nalezena mrtvá vedle knihovny na Riverside University v Kalifornii. Místní si pamatovali, že noc předtím, kolem 11:30, jako by slyšeli výkřiky. Dívka byla brutálně ubita k smrti a bodnutá. Měsíc po vražde obdržely místní noviny i policie dopis, ve kterém se anonymní autor zmínil že to byl on co jí zabil a uvedl, že Bates nebyla „ani první, ani poslední“. O několik měsíců později dorazily do tisku, policie a k otci zavražděné dívky nové dopisy, ručně psané, se slovy: „Bates musela zemřít a bude ještě víc.“ Kopie zaslané tisku a policii ukazovaly malé „Z“. Ačkoli vrah Zodiac později jasně přijal vraždu, mnozí věří, že chtěl jen sklízet vavříny místo jiného zabijáka. Zaměstnanci knihovny, kde k vraždě došlo, uvedli, že jeden z jejich zaměstnanců, jistý Ross Sullivan, nečekaně zmizel krátce po incidentu. Jak se ukázalo, přestěhoval se do severní Kalifornie, kde byl několikrát hospitalizován pro schizofrenii a bipolární poruchu. Sullivan také nosil účes a brýle podobné těm, které jsou vidět na fantomové kresbě vraha Zodiaca, a měl také vojenskou botu, která měla stopy nalezené na místě první vraždy Zodiaca.

### Jack Tarrance
Jistý Dennis Kaufman přišel s teorií podobnou Stewartovi, který si také získal velkou pozornost médií tím, že svého vraha Zodiaca pojmenoval jeho zesnulého nevlastního otce jménem Jack Tarrance. Podobně jako fantomová kresba je podobná mimo jiné tvrdil, že Tarrance vlastnila fotografie zobrazující oběti Zodiaca, stejně jako bizarní kostým s kapucí, ve kterém očití svědci viděli vraha Zodiaca během bodání u jezera Beryessa. Písař dále uvedl, že Tarranceův rukopis je stejný jako rukopis viděný v dopisech zabijáka Zodiaca. Policie však označila Kaufmanovy „důkazy“ za lehkomyslné. Na jedné fotografii například tvrdil ze zcela rozmazané skvrny, že to byla ve skutečnosti jedna z obětí, zatímco zobrazený kostým s kapucí byl vyroben z mnohem drsnějšího materiálu, než jaký svědci spatřili.

### Donald Lee Bujok
Bryan Hartnell, který přežil bodnutí poblíž jezera Beryessa, uvedl, že vrah Zodiac tvrdil, že nedávno uprchl z vězení v Montaně. Na základě toho se zrodila teorie, že vrahem zvěrokruhu je stejný muž jménem Donald Lee Bujok, který byl propuštěn v roce 1968 z vězení v Deer Lodge. Bujokovi spoluvězni uváděli, že pravidelně mluvil o zabíjení lidí, aby mohli být jejich sluhy v posmrtném životě – myšlenka, která se objevila také v jednom z dopisů zabijáka Zodiaca. Identifikaci Bujoka a vraha však popírá skutečnost, že jeho otisk prstu neodpovídá otisku Zodiaca a jeho propuštění z vězení proběhlo pouhé tři dny dříve než první jistě zabití Zodiaca, zatímco údajné předchozí vraždy (jako jako je Batesova vražda) byl stále za mřížemi.

## Dopisy
1. srpna 1969 dostaly tři zakódované dopisy od vraha noviny Vallejo Times Herald, San Francisco Chronicle a The San Francisco Examiner. 8. srpna 1969 byl dopis prolomen, stálo v něm: „Rád zabíjím lidi protože je to zábava větší než lov v lese protože člověk je nejnebezpečnější ze všech zvířat zabíjení je pro mě vzrušující zážitek mnohem lepší než se udělat s holkou nejlepší na tom je že až umřu zrodím se znovu v ráji a lidé které jsem zabil budou moji otroci nedám vám jméno protože byste mě chtěli zastavit ve shromažďování otroků pro můj posmrtný život ebeorietemethhpiti“ („I like killing people because it is so much fun it is more fun than killing wild game in the forrest because man is the most dangeroue anamal of all to kill something gives me the most thrilling experence it is even better than getting your rocks off with a girl the best part of it is thae when I die I will be reborn in paradice and all the I have killed will become my slaves I will not give you my name because you will try to sloi down or atop my collectiog of slaves for my afterlife ebeorietemethhpiti“). Poslední slovo nebylo vysvětleno, možná šlo o podpis.
7. srpna 1969 byl v The San Francisco Examiner přijat další dopis, ve kterém se vrah poprvé představil svou přezdívkou: „Vážený redaktore, promlouvá Zodiac. Otrávený ze života/neochotný zemřít. řez. čistý. pokud je červená / očistit. krev stříkající, kapající, rozlévající se; po celých jejích nových šatech, no a jinak byly červené. život vtéká do nejisté smrti. ona (poskvrněná) nezemře. tentokrát ji někdo najde. jen počkejte do příště. rh“ („Dear Editor This is the Zodiac speaking. Sick of living/unwilling to die. cut. clean. if red / clean. blood spurting, dripping, spilling; all over her new dress oh well it was red anyway. life draining into an uncertain death. she won't (smudge) die. this time someone ll find her. just wait till next time. rh“).
8. listopadu 1969 poslal Zodiac další dopis, tentokrát obsahující vzorek košile oběti jako důkaz, že byl vrahem. Tato šifra, nazvaná „Z-340“, zůstala nevyřešena více než 51 let. 5. prosince 2020 jej rozluštil mezinárodní tým soukromých občanů, včetně amerického softwarového inženýra Davida Oranchaka. V dopise stojí: „Doufám že si při snaze chytit mě užíváte spoustu legrace nebyl jsem to já v TV pořadu který o mně přinesl poznatek nebojím se plynové komory protože mě o to dříve pošle do ráje protože mám spoustu otroků kteří se o mě postarají zatímco ostatní nemají nic když dosáhnou ráje takže se bojí smrti já se nebojím protože vím že můj nový život bude snadný v rajské smrti“ („I hope you are having lots of fan in trying to catch me that wasnt me on the tv show which bringo up a point about me I am not afraid of the gas chamber becaase it will send me to paradlce all the sooher because e now have enough slaves to worv for me where every one else has nothing when they reach paradice so they are afraid of death I am not afraid because i vnow that my new life is life will be an easy one in paradice death“). Je zde několik pravopisných chyb. TV pořad, na něhož zpráva odkazuje, je „The Jim Dunbar Show“. Šifra byla odeslána dva týdny poté, co se v pořadu objevila osoba, která o sobě prohlašovala, že je Zodiac zabijákem, volající řekl, že neprozradí svou pravou identitu, protože se bojí, že bude poslán do plynové komory. Hovor byl později vysledován k pacientovi v psychiatrické léčebně a vyšetřovatelé dospěli k závěru, že muž nebyl Zodiac.

## Filmové zpracování
O Zodiacovi bylo natočeno několik filmů, z těch novějších to jsou film Zodiac (2007) a Zodiak (2005). Sám Zodiac byl zvědavý, kdo ho bude ve filmu hrát, jak se zmiňuje v jednom ze svých dopisů.
Za zmínku také stojí film Dirty Harry (1971), kde vrah Scorpio používá podobné praktiky, které používal Zodiac. Sám Zodiac se v jednom ze svých dopisů o filmu zmiňuje. Hlavní hrdina filmu detektiv Callahan (Clint Eastwood) nosí svůj revolver tak, jak ho ve skutečnosti nosil detektiv Dave Toschi (1931 – 2018).